# Max se trompe d'étage
Max se trompe d'étage è un cortometraggio del 1910 diretto da Lucien Nonguet.

## Trama
È mezzanotte e i genitori di Max sono preoccupati per il suo ritardo. Max ritorna ubriaco, ma è talmente ubriaco che invece di entrare in casa dove vivono i suoi genitori, va al piano di sopra ed entra in una casa che non è la sua e così viene buttato fuori. Max continua a cercare casa sua, ma sale al piano successivo. Ed anche qui viene subito espulso dall'appartamento, e così avviene fino al piano successivo. Max arriva così all'ultimo piano, sperando di essere finalmente arrivato nell'appartamento giusto. All'ultimo piano dello stabile però ci vive un vecchio avaro avido di soldi e quando Max entra, il vecchio crede che sia un ladro e gli spara. Max spaventato, rotola giù per le scale verso l'appartamento dei suoi genitori, fermandosi proprio lì davanti.